# عملية الليل والضباب

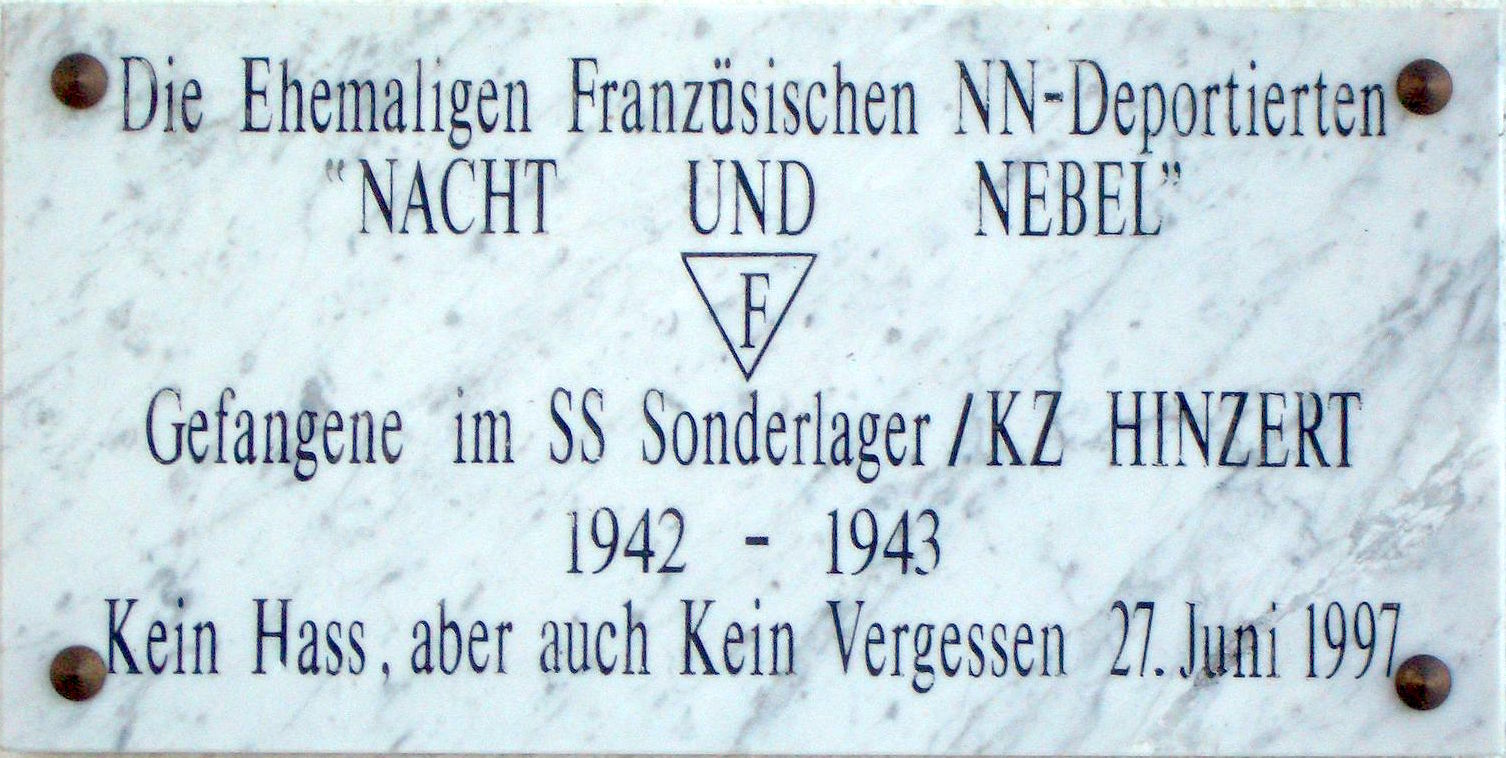

عملية الليل والضباب «بالألمانية: Nacht und Nebel»، هي عملية قامت بها أجهزة الأمن الألمانية بناءً على توجيه أصدره الزعيم النازي أدولف هتلر في 7 ديسمبر 1941، لاستهداف الناشطين السياسيين المعارضين، وناشطي المقاومة خلال الحرب العالمية الثانية، ولم يعرف أحد بالضبط مصير هؤلاء الناشطين الذين استُهدفوا خلال هذه العملية.

## المصطلح
استخدم مصطلح الليل والضباب لأول مرة في اللغة الألمانية في فيلم «راينغولد» لريتشارد واغنر عام 1869، ومنذ ذلك الحين بدء استخدام هذا المصطلح بصورة شائعة في الحياة الألمانية اليومية، ومع ذلك، لم يُعرف بالتحديد فيما إذا كان يستخدم بشكل روتيني من قبل الجهات الأمنية النازية، ويُعتقد أنه كان يرمز له بالاختصار ««NN، وفي سياقٍ مشابه كان اختصار NN يستخدم في اللغة الإنجليزية وقتها للتعبير عن الأشياء التي لا يذكر اسمها لأسباب أمنية.

## خلفية
حتى قبل حدوث الهولوكوست، بدأ النازيون بتجميع السجناء السياسيين من كل أنحاء ألمانيا وأوروبا المحتلة، كان معظم هؤلاء السجناء ينتمون لنوعين: النوع الأول هو السجناء السياسيون الذين يحملون معتقدات وأفكار معادية للنازية، والنوع الثاني هو قادة المقاومة في أوروبا الغربية المحتلة.

كان الجنود الألمانيون قبل صدور مرسوم الليل والضباب يتعاملون مع سجناء الحرب في أوروبا الغربية وفق الاتفاقيات الدولية مثل اتفاقية جنيف، ولكن في 7 ديسمبر 1941 أصدر المارشال هنريك هيملر التعليمات التالية لجهاز الغيستابو «البوليس السري الألماني»:
«يرى الفوهرر وبعد دراسة طويلة ومعمّقة أنه ينبغي تغيير التدابير المتخذة بحق من ارتكبوا جرائم ضد الرايخ أو ضد قوات الجيش الألماني في المناطق المحتلة، ولذلك يجب اتخاذ إجراءات فعالة ورادعة لتحقيق هذا الغرض».
وفي 12 ديسمبر أصدر قائد القيادة العليا للقوات المسلحة الألمانية المارشال فيلهيلم كيتل توجيهًا يوضح من خلاله أوامر هتلر:
«إن الإجراءات الحازمة والفعالة مثل عقوبة الإعدام هي وحدها التي يمكن أن تردع هؤلاء المجرمين».
وقام كيتل بتوسيع عملية الليل والضباب لتشمل البلدان الأوروبية الخاضعة للاحتلال العسكري الألماني، وبعد ثلاثة أشهر، وسع كيتل تعليماته من خلال توجيهات أصدرها في فبراير 1942: «سينقل هؤلاء السجناء إلى ألمانيا بطريقة سرية، وسيتم التعامل معهم بطريقة حازمة ورادعة، ولا يجوز إعطاء أي معلومات عن مكان وجودهم أو مصيرهم، لأن هؤلاء السجناء سيختفون بدون أثر».
كان الهدف الرئيسي من عملية الليل والضباب تخويف سكان الدول المحتلة وإجبارهم على الخضوع من خلال حرمان عائلات المعتقلين وأصدقائهم من معرفة مكان وجودهم أو مصيرهم، إذ نقل السجناء سرًا إلى ألمانيا واختفوا دون أي أثر، وعندما عُثر على سجلات البوليس الألماني السري عام 1945 كانت لا تحتوي على أي تفاصيل عن مصير هؤلاء السجناء، وحتى المقابر التي دفنوا فيها لم تذكر أيضًا، واعتبرت المحكمة العسكرية الدولية في نورمبرغ عملية الليل والضباب جزءًا من جرائم الحرب النازية التي انتهكت اتفاقية لاهاي والقانون الدولي.
أبلغ هيملر على الفور توجيهات كيتل إلى جميع فروع البوليس السري الألماني، وخلال الأشهر الستة اللاحقة أرسلت تعليمات المرسوم لقادة معسكرات الاعتقال بواسطة ريتشارد غلوكس، كان معظم سجناء عملية الليل والضباب ينتمون لفرنسا وبلجيكا ولوكسمبورغ والدنمارك وهولندا والنرويج، وأصبح معسكر الاعتقال في ناتزفيلير على وجه الخصوص هو معسكر الاعتقال الرئيسي للسجناء السياسيين من دول شمال وغرب أوروبا بموجب هذا المرسوم.
اعتقل ما لا يقل عن 6639 شخصًا بموجب عملية الليل والضباب حتى 30 أبريل من العام 1944، ويعتقد أن 340 معتقلًا منهم قد أعدموا بشكل فوري، ويظهر فيلم «الليل والضباب» لألين ريسنيس (1956) نظام معسكرات الاعتقال النازية التي كانت معسكرات للعمل والموت.

## الأسباب
كانت الأسباب التي دفعت لإطلاق عملية الليل والضباب عديدة، فقد طُبقت السياسة النازية في جميع البلدان التي احتلتها ألمانيا، وأُرسل المعتقلون من ناشطين ومقاومين أو حتى مشتبه بهم بشكل سري إلى ألمانيا، حيث وضعوا في معسكرات الاعتقال، ولم يعرف مصير هؤلاء أبدًا، وكل ذلك بهدف تعزيز جو الرعب والخوف والغموض.

## معاملة السجناء
قبل نقل سجناء عملية الليل والضباب، كان الجنود يحلقون شعرهم ويعطونهم لباسًا قطنيًا رقيقًا وصنادل خشبية وغطاء رأس أسود مثلث الشكل، ووفقًا للمؤرخ فولفغانغ سوفسكي:
«لقد تميز الجنود وعناصر الأمن الذين أشرفوا على نقل سجناء عملية الليل والضباب بارتدائهم عصاباتٍ حمراءَ عريضةً، مع شعارات NN على ظهورهم، في حين كانت مهمة قوات الأمن الخاصة هي مراقبة عمل هؤلاء وتقييمه»
وغالبًا ما كان السجناء ينقلون بشكل عشوائي من سجن إلى آخر، مثل سجن فريسن في باريس وسجن دهايم بالقرب من درسلن وسجن لايبزيغ وسجن بوتسدام وسجن لوبيك، وكان نقل المعتقلين في كثير من الأحيان يتم في شاحنات قديمة وبطيئة الحركة وقذرة، دون أن يزودوا بأي طعام أو ماء في طريقهم إلى وجهتهم التالية المجهولة.
أما في معسكرات الاعتقال فقد أجبر السجناء على الوقوف لساعات طويلة في الجو المتجمد أو الماطر دون أي طعام، تعرّض بعضهم للضرب والتعذيب حتى الموت، أو شُنقوا أو رُميوا بالرصاص، وعندما يصل السجناء لدرجات متقدمة من المرض والإنهاك وعدم القدرة على العمل يُنقلون إلى معسكرات أو أماكن أخرى لقتلهم. عندما حرّر الحلفاء باريس وبروكسل، نقلت قوات الأمن الخاصة العديد من سجناء عملية الليل والضباب الباقين على قيد الحياة إلى معسكرات اعتقال في عمق المناطق التي ما زال الألمان يسيطرون عليها.

## النتائج
في بداية الحرب، وخصوصًا قبل عام 1942، كان عدد اليهود الذين قتلتهم أجهزة الأمن النازية يفوق عدد القتلى من السجناء السياسيين، ولكن مع تطور وسائل النقل وانتشار جيوش هتلر في أوروبا، تغيرت هذه النسبة بشكل كبير.
على الرغم من الجهود الحثيثة التي بذلها غوبلز ووزارة الدعاية النازية من خلال التحكم في جميع المعلومات داخل ألمانيا، لكنّ قسوة عملية الليل والضباب والرعب الذي أثارته أصبح معروفًا للشعب الألماني بشكل تدريجي، أما مصادر أخبار الحلفاء، وعلى رأسها البي بي سي، فلم تكن قادرة على اختراق التعتيم المفروض على هذه العملية إلا في بعض الحالات النادرة، ومع ذلك فقد التقطت صورًا لعناصر أمن يرتدون شعار NN، ولكن لم يتمكن أحد من معرفة عدد الأشخاص الذين اختفوا بالضبط نتيجة هذه العملية.
وصف قاضي المحكمة العليا والمدعي العام في محكمة نورمبرغ روبرت جاكسون عملية الليل والضباب بأنها واحدة من أكثر الجرائم التي ارتكبها النازيون رعبًا وترويعًا. حُكم على المارشال كيتل بالإعدام شنقًا حتى الموت، على الرغم من طلبه الإعدام رميًا بالرصا، احترامًا لرتبته وتاريخه العسكري.